# Afroleptomydas psammophilus
Afroleptomydas psammophilus är en tvåvingeart som beskrevs av Hesse 1969. Afroleptomydas psammophilus ingår i släktet Afroleptomydas och familjen Mydidae. Inga underarter finns listade i Catalogue of Life.